# Малиш Іван Васильович
Іван Васильович Малиш (25 червня 1923, Пархомівка — 17 червня 2004, Гуртовівка) — український самодіяльний поет, самобутній художник та публіцист.

## Життєпис
Народився 25 червня 1923 р. в селі Пархомівка Краснокутського району. Брав участь у Другій світовій війні, повернувся з фронту інвалідом, де отримав важке поранення в голову. Після війни закінчив культосвітній інститут.
Перший вірш надрукував у 1937 році в газеті «Колективіст Краснокутщини». Співпрацював з редакціями краснокутського «Променя», валківських «Сільських новин», «Коломацького краю», дрогобицьких та полтавських газет, часописів.
Автор збірки «Ровесникам», що вийшла в Дрогобичi у 1959 році. У Харкові видані книги «Серцем любити» та «На струнах днів». Були переклади російською, болгарською.
17 червня 2004 року помер в селі Гуртовівка Коломацького району на Харківщині.
У 2012 року Пархомівська школа отримала від дружини Івана Васильовича Євдокії Пантеліївни 42 картини, робочий стіл, шафу з його книгами, для організації музею-кімнати Івана Малиша. Експозиція музею зараз налічує 47 картин, стенди про життя і творчість, видані збірки поезій та 32 рукописні збірки, вишивки.

## Вірші
- «А яблуня стоїть», «Вдома», «Гостини у мами» та багато інших.

## Сім'я
- дружина — Євдокія Пантеліївна Малиш
- донька — Людмила Іванівна Малиш